# Капская мерлуза
Капская мерлуза, или южноафриканская мерлуза, или капский хек (лат. Merluccius capensis) — вид рыб из семейства мерлузовых (Merlucciidae). Распространены в юго-восточной части Атлантического океана и юго-западной части Индийского океана вдоль побережья Африки. Встречаются на глубине от 20 до 550 м. Максимальная зарегистрированная длина 120 см. Размножаются икрометанием. Ценная промысловая рыба.

## Описание
Тело прогонистое, низкое, его высота укладывается 5,0—6,8 раза в стандартной длине тела. Голова большая, её длина составляет 27,3—30,2 % от стандартной длины тела. Рыло удлинённое, его длина составляет 31,9—36,5 % от длины головы, окончание рыла закруглённое. Глаза крупные, их диаметр равен 17,0—24,6 % от длины головы. Межглазничное пространство широкое, немного выпуклое, составляет 24,1—28,6 % от длины головы. Рот конечный, косой с двумя рядами острых клыковидных зубов на каждой челюсти. Нижняя челюсть выдаётся вперёд. Подбородочный усик отсутствует. Имеются мелкие зубы на сошнике, расположенные в два ряда. На нёбе зубов нет. На первой жаберной дуге 15—20 длинных и тонких жаберных тычинок с заострённым окончанием. Первый спинной плавник несколько выше второго спинного плавника, в нём один колючий и 9—12 мягких лучей. Второй спинной плавник с 38—43 мягкими лучами. В длинном анальном плавнике 36—41 мягких лучей. Выемка на втором спинном плавнике и на анальном плавнике сдвинута к хвостовой части тела. Анальный и второй спинной плавники имеют одинаковую высоту. В грудных плавниках 14—16 лучей, их окончания доходят до анального отверстия. Брюшные плавники с 7 лучами располагаются перед грудными плавниками. Хвостовой плавник усечённый или со слабой выемкой, обособлен от спинного и анального плавников. Тело и верх головы покрыты мелкой и тонкой циклоидной чешуёй, на конце рыла чешуя отсутствует. Боковая линия с небольшим изгибом, в ней 132—149 чешуй. Позвонков 49—53.
Спина серого цвета, бока серебристые, брюхо белое, плавники сероватые.